# 389 (číslo)
Tři sta osmdesát devět je přirozené číslo, které následuje po čísle tři sta osmdesát osm a předchází číslu tři sta devadesát. Římskými číslicemi se zapisuje CCCLXXXIX a řeckými číslicemi τπθ.

## Matematika
389 je:
- Prvočíslo
- Nepříznivé číslo
- Nešťastné číslo

## Astronomie
- (389) Industria je planetka hlavního pásu, kterou objevil v roce 1894 Auguste Charlois

## Doprava
- Silnice II/389 je česká silnice II. třídy vedoucí na trase Moravec – Strážek – Žďárec – Dolní Loučky – [1]

## Komunikace
- +389 je mezinárodní telefonní předvolba Severní Makedonie

## Roky
- 389
- 389 př. n. l.